# دانشگاه آلاسکا جنوب شرقی
دانشگاه آلاسکا جنوب شرقی (به انگلیسی: University of Alaska Southeast) یک دانشگاه دولتی است که پردیس اصلی آن در شهرهای جونو، سیتکا و کتچیکن قرار دارد. این دانشگاه بخشی از سیستم دانشگاهی آلاسکا می‌باشد که در ۱ ژوئیه ۱۹۸۷ با بازسازی و ادغام دانشگاه سابق آلاسکا جونو، کالج جامعه کچیکان و کالج جامعه جزایر تأسیس شده‌است. این دانشگاه توسط کمیسیون کالج‌ها و دانشگاه‌های شمال غرب آمریکا به رسمیت شناخته می‌شود.